# Valley View (Ohio)
Valley View es una villa ubicada en el condado de Cuyahoga, Ohio, Estados Unidos. Tiene una población estimada, a mediados de 2022, de 1858 habitantes.

## Geografía
La localidad está ubicada en las coordenadas 41°22′53″N 81°36′30″O / 41.38139, -81.60833. Según la Oficina del Censo de los Estados Unidos, tiene una superficie total de 14.41 km², de la cual 14.07 km² corresponden a tierra firme y 0.34 km² están cubiertos de agua.

## Demografía
Según el censo de 2020, en ese momento había 1897 personas residiendo en la localidad. La densidad de población era de 134.83 hab./km². El 93.94% de los habitantes eran blancos, el 0.42% eran afroamericanos, el 1.32% eran asiáticos, el 0.05% era isleño del Pacífico, el 0.58% eran de otras razas y el 3.69% eran de una mezcla de razas. Del total de la población, el 1.69% eran hispanos o latinos de cualquier raza.